# آدم فيليبس
آدم فيليبس (بالإنجليزية: Adam Phillips)‏ هو كاتب بريطاني، ولد في 19 سبتمبر 1954 في كارديف في المملكة المتحدة.